# György Orth
György Orth, ungarisch auch György Faludi, (* 30. April 1901 in Budapest, Österreich-Ungarn; † 11. Jänner 1962 in Porto, Portugal) war ein ungarischer Fußballspieler und -trainer.
Er gilt als einer der herausragenden europäischen Spieler der 1920er Jahre und war für seine Torgefährlichkeit ebenso berühmt wie für seine elegante Spielweise, welche von einem zeitgenössischen Sportblatt wie folgt beschrieben wurde: Orth spielen zu sehen, ist für jeden Menschen, der nur ein wenig Sinn für die Schönheit hat, die in der Gewandtheit des menschlichen Körpers liegt, immer ein Hochgenuß. Orth ist nicht ein Spieler wie viele andere, er ist auf seinem Gebiete ein wahrer Künstler. Er hat gezeigt, daß auch das Fußballspiel eine Kunst sein kann, die ästhetisches Wohlgefallen erregt. Seine Vielseitigkeit wird dadurch dokumentiert, dass er allein im Rahmen seiner Karriere in der ungarischen Nationalmannschaft auf fünf verschiedenen Positionen eingesetzt wurde.

## Vereinskarriere
Orths erster Verein in Budapest war der I.L.K., eine unabhängige Jugendmannschaft, die im Rahmen des Verbands der Jugendvereine spielte und dem eine Reihe späterer Nationalspieler angehörte. Über die unterklassigen Vereine Terézvárosi SK und Erzsébetvárosi AC kam er mit noch nicht 15 Jahren zum Vasas SC, wo er bald in der ersten Mannschaft eingesetzt wurde.
Nur ein Jahr später folgte der Wechsel zum MTK Budapest, wo er in dem englischen Trainer Jimmy Hogan einen wichtigen Förderer fand. Hogan baute eine Mannschaft aus arrivierten Spielern wie Imre Schlosser und Alfréd Schaffer sowie talentierten Nachwuchsspielern wie Orth und József Braun auf, die der Grundstein für eine langjährige Dominanz des ungarischen Fußballs werden sollte. Zu Beginn war Orths Platz vor allem in der Verteidigung, wo er an der Seite von Gyula Feldmann spielte, doch als Gyula Mándi zu den Blau-Weißen stieß, wurde Orth in der Saison 1919/20 in die Sturmreihe vorgezogen, wo er den abgewanderten Schaffer ersetzte und auf Anhieb erfolgreichster Torschütze der ungarischen Liga wurde. Auch in den beiden folgenden Saisonen sollte er den Titel des Schützenkönigs holen. Mit dem MTK holte er acht Meistertitel in Folge sowie einen Cupsieg.
Im September 1925 trat der MTK in Wien zu einem Freundschaftsspiel gegen den Wiener Amateur SV an, wo sich Orth in einem Zweikampf mit Johann Tandler eine schwere Knieverletzung zuzog. Orth musste über ein Jahr pausieren und kehrte im Herbst 1926 in die Mannschaft zurück. Seine Verletzung machte ihm jedoch weiterhin zu schaffen und er fand nicht wieder zu alter Spielstärke zurück. Nachdem er den MTK 1927 auch betreut hatte und nach einer weiteren Zwangspause versuchte er 1929 nochmals ein Comeback beim Budai 33, beendete danach aber seine aktive Karriere.

## Nationalteam
Seinen ersten Einsatz im Nationalteam hatte Orth mit sechzehn Jahren im November 1917, als ein 2:1-Sieg gegen Österreich gelang. In den folgenden Jahren gehörte er zum festen Stamm der Ungarn, wo er meist als Mittelstürmer oder Mittelläufer eingesetzt wurde. 1924 nahmen die Ungarn an den Olympischen Sommerspielen teil, wo sie sich berechtigte Hoffnungen auf ein erfolgreiches Abschneiden machen konnten. Nach einem klaren Sieg in der ersten Runde über Polen, kam es jedoch zu einem sensationellen 0:3 gegen Ägypten und damit zum vorzeitigen Ausscheiden aus dem Turnier, wobei Orth in beiden Spielen auf dem Platz stand. Nach seiner Verletzung kehrte er nochmals in die Nationalmannschaft zurück, bestritt jedoch im Oktober 1927 sein letztes Spiel bei einem 1:2 gegen die Tschechoslowakei. Insgesamt kam er auf 32 Einsätze und erzielte dabei 13 Tore.

## Trainerkarriere

### Anfänge in Chile
Es wird berichtet, dass Orth zum Ende der 1920er Jahre in Berlin sportwissenschaftliche Studien durchlief. Zur Erstaustragung der Fußball-Weltmeisterschaft 1930 in Uruguay wurde er vom Chilenischen Verband als Nationaltrainer verpflichtet. In Chile wurde ihm ein eines Stars würdiger Empfang bereitet. Er erwies sich im seinerzeit noch nicht professionellen Umfeld als bedeutendster Innovator seit David Arellano, dem legendären Spieler und Mitbegründer des Spitzenvereins CSD Colo-Colo. Er führte mit dem 2-3-5 Systems ein koordiniertes taktisches Konzept ein, ließ täglich fünf Stunden trainieren und legte auch Wert auf eine sportgerechte Ernährung der Spieler.
Die Leistungen des Nationalteams bei der Weltmeisterschaft fanden breite Anerkennung. Nach Siegen gegen Mexiko und Frankreich musste sich Chile nur dem späteren Finalisten Argentinien geschlagen geben. Statistisch belegte Chile bei diesem Turnier den fünften Platz, was bislang nur durch den dritten Platz bei der im eigenen Land ausgetragenen Weltmeisterschaft von 1962 übertroffen wurde. Der damals 29-jährige Orth ist immer noch der zweitjüngste Trainer einer Mannschaft, die an einer Weltmeisterschaftsendrunde teilnahm. Ein Jahr jünger ist nur noch Juan José Tramutola – von Orths Gegner Argentinien.
Diese drei Spiele blieben seine einzigen auf der Bank der Nationalmannschaft, da aufgrund der geographischen Lage Chiles ein regelmäßiger Länderspielbetrieb als solches lange schwierig blieb. In der Folge hielt er aber Lehrgänge bei Vereinen wie Colo-Colo, Audax Italiano und CD Green Cross und führte diese auch durch Freundschaftsspiele. 1932 wurde er zum Professor an der Hochschule für Körpererziehung von Santiago.

### Rückkehr nach Europa
Die wirtschaftlichen Umstände jener Zeit ließen es ihm aber angeraten erscheinen nach Europa zurückzukehren. Ende September 1932 wurde er zum Trainer des ungarischen Erstligisten Bocskai FC verpflichtet. Der 1926 gegründete Verein aus Debrecen, Pokalsieger von 1930, beendete die Saison als Vierter. Orth bestritt in dieser Saison selbst noch einmal ein Ligaspiel.
Danach trainierte er in Italien. Zunächst löste er während der Saison 1932/33 beim Zweitligaaufsteiger AC Messina den Österreicher Engelbert König ab. Nach einem zehnten Platz im ersten Jahr reichte es im zweiten zum fünften Platz. Die Saison 1934/35 begann er beim Pisa SC, der in der Gruppe A der Serie B spielte. Sieben Spieltage vor Saisonende fand ein Trainertausch mit AS L’Aquila aus der Gruppe B statt. Sein Landsmann József „Giuseppe“ Ging fuhr in den ausstehenden Spielen nur noch einen Sieg mit Pisa ein, das am Ende Dritter wurde. Orth war etwas erfolgreicher mit L’Aquila, das die Saison als Vierter abschloss. In der darauf folgenden Saison betreute er Genoa CFC, das als Erster der Gruppe A aufgestiegen war und führte den Verein zum achten Platz der Serie A.
Im Herbst 1936 übernahm er das Training beim amtierenden deutschen Meister 1. FC Nürnberg. In der ersten Saison gewann er mit den Franken die Gaumeisterschaft von Bayern und erreichte danach auch das Finale um die deutsche Meisterschaft, welches gegen den FC Schalke 04 mit 0:2 verloren ging. In der Folgesaison gelang abermals der Sieg in der Gaumeisterschaft, in der deutschen Meisterschaft war jedoch in der Gruppenphase mit dem zweiten Platz hinter SV Waldhof Mannheim Endstation. Nachdem die Saison 1938/39 mit einem enttäuschenden fünften Platz in der Gaumeisterschaft, sogar einen Platz hinter dem Ortskonkurrenten BSG WKG Neumeyer Nürnberg, endete, verzichtete der Club auf weitere Dienstleistung Orths und heuerte erstmals den vom Nachbarverein SpVgg Fürth kommenden Alv Riemke an seiner statt an.
Noch vor dem letzten Spieltag der bayerischen Gauliga wurde im März 1939 seine Verpflichtung durch den französischen Verein FC Metz, Achter der ersten Liga 1938/39 bekanntgegeben. Möglicherweise führte Orth den Verein aus Lothringen durch einige Vorbereitungsspiele für die neue Saison, der Anbeginn des Zweiten Weltkriegs im September machte aber alle Arrangements hinfällig: der FC Metz nahm an der kriegsbedingt umorganisierten Meisterschaft 1939/40 nicht teil. Doch schon bald war er erneut in Italien. Ende Oktober wurde er nach dem siebten Spieltag der Serie B 1939/40 der bereits dritte Trainer beim Zweitligaaufsteiger ACF Catania während der laufenden Saison. Orth konnte aber den Wiederabstieg nicht verhindern. In den beiden folgenden Saisonen trainierte er noch den Zweitligisten AC Savona in Ligurien, mit dem er im ersten Jahr knapp am Aufstieg scheiterte.

### Wieder in Lateinamerika
Danach kehrte er nach Südamerika zurück. 1944 trainierte er in Buenos Aires den CA San Lorenzo de Almagro, mit dem er die Saison als Vierter abschloss. Im Jahr darauf war er vom neunten Spieltag im Mai bis zum 24. Spieltag im Oktober Trainer bei Rosario Central. Daraufhin kehrte er noch einmal zu San Lorenzo de Almagro zurück, wo er seinen zurückgetretenen Landsmann Emérico Hirschl ersetzte. Rosario war bei Saisonschluss Elfter, San Lorenzo erneut Vierter.
Ein in Mexiko lebender Argentinier empfahl ihn 1946 dem Club Deportivo Guadalajara an, den er bis 1949 trainierte und erreichte in dieser Zeit 1948 die erstmalige Teilnahme des Vereins am Pokalfinale, was aber mit 1:3 gegen CD Veracruz verloren wurde. Seine letzte Saison beim Verein endete vorzeitig. 1947 trainierte er zudem bei zwei Spielen die mexikanische Nationalmannschaft und konnte dabei in Havanna Siege gegen die USA und Kuba einfahren. Dies waren Spiele der drei Nationalmannschaften um eine in Kuba ausgetragene Nordamerikanische Meisterschaft.
Die letzte Saison bei Guadalajara endete mit relativem Erfolg. Der dritte Platz war der größte Erfolg von Guadalajara in der Liga bis dahin. Vielfach wird anerkannt, dass Orth professionalisierte Strukturen hinterließ, die für die künftigen Erfolge des Vereins eine brauchbare Grundlage darstellten. Kurzfristig konnte sich der Verein aber Orth finanziell nicht mehr leisten. Der zog weiter nach Mexiko-Stadt und trainierte in der Saison 1949/50 den Club Asturias, einen der Altmeister der Amateur-Ära bis 1942, erster Meister der professionellen Zeit und noch heute Rekord-Pokalsieger. Am Ende des Spieljahres, das er als Fünfter abschloss, musste aber auch Asturias den wirtschaftlichen Gegebenheiten jener Zeit Tribut zollen und zog seine Mannschaft vom professionellen Spielbetrieb zurück. Mit einer 2:4-Niederlage am letzten Spieltag gegen CF Atlante verabschiedete sich die von Orth trainierte Mannschaft vom großen Fußball.
Zu Beginn der Saison 1950/51 trainierte er den Club América in Mexiko-Stadt, wurde aber dort zur Mitte der Saison abgelöst.
1954 war er wieder in Buenos Aires, wo er während der laufenden Saison diesmal Boca Juniors übernahm und zum sechsten Platz der Meisterschaft führte.
Zwischen 1955 und 1956 trainierte er in Kolumbien erfolgreich die als Selección Valle bekannte Auswahlmannschaft des Departements Valle del Cauca. Diese Mannschaft genießt noch immer legendären Ruf und war der Grundstock der Nationalmannschaft, die bei der Südamerikameisterschaft 1957 in Peru Uruguay mit 1:0 besiegte, was weiland der erste Sieg Kolumbiens gegen eine der etablierten Mannschaften war.
Zwischen 1957 und 1959 war er für die Nationalmannschaft von Peru verantwortlich. Bei den Südamerikanischen Meisterschaften von 1957 und 1959 gelang ihm dabei jeweils der vierte Platz. Bei der Qualifikation für die Weltmeisterschaft 1958 scheiterte die Mannschaft aber an Brasilien. Der 4:1-Erfolg in einem Freundschaftsspiel in Lima gegen England vom 17. Mai 1959 gilt noch heute als eines der größten Spiele der Nationalmannschaft. Seine Arbeit bei der Nationalmannschaft fand Anerkennung als stilbildend, und er gilt nach wie vor als einer der besten Trainer in ihrer Geschichte.
Nach nunmehr fast drei Jahrzehnten der Abwesenheit wollte Orth wieder nach Ungarn zurückkehren. Zur Saison 1961/62 wurde er aber noch vom portugiesischen Verein Sporting Lissabon verpflichtet. Sporting ersetzte aber während des Verlaufs der vorhergegangenen Saison den Argentinier Alfredo González durch den Brasilianer Otto Glória und war entschlossen mit diesem auch die neue Saison zu bestreiten. Da traf es sich glücklich, dass der FC Porto an Orth Interesse zeigte und ihn letztendlich verpflichtete. Sporting, wo Otto Glória bereits nach vier Spieltagen vom Amt zurücktrat, weil er sich ungerecht kritisiert fühlte, und Porto lieferten sich bis zum Schluss ein Kopf-an-Kopf-Rennen um den Titel und ließen dabei Benfica Lissabon, das in derselben Saison den Europapokal der Landesmeister erfolgreich verteidigte, zurück. Die „Löwen“ aus Lissabon lagen am Ende mit zwei Punkten vorne. Neben den Nationalspielern Kapitän Virgílio Marques und Hernâni Ferreira da Silva zählte der Brasilianer Azumir, mit 23 Toren Torschützenkönig der Saison, zu den bekannteren Spielern dieser Mannschaft des FC Porto.
György „Jorge“ Orth sollte das Saisonende aber nicht erleben. Nach dem Vormittagstraining am 11. Jänner 1962 begab er sich zur Mittagspause nach Hause. Er sollte nicht mehr auf den Platz zurückkehren. Seine Frau rief noch den Vereinsarzt, der aber nur noch den Tod durch Herzversagen konstatieren konnte. Orth wurde 60 Jahre alt.

## Erfolge
- 8 × Ungarischer Meister: 1917/18, 1918/19, 1919/20, 1920/21, 1921/22, 1922/23, 1923/24, 1924/25
- 1 × Ungarischer Cupsieger: 1922/23
- 3 × Ungarischer Torschützenkönig: 1919/20, 1920/21, 1921/22
- 2 × Meister der Gauliga Bayern: 1936/37, 1937/38 (als Trainer)
- 1 × Deutscher Vizemeister: 1936/37 (als Trainer)
- 1 × Nordamerikanische Meisterschaft: 1947 (als Trainer)
- 32 Spiele und 13 Tore für die ungarische Fußballnationalmannschaft